# Mahmoud Saleh
Mahmoud Hesham Saleh (ar. هشام صالح; ur. 4 maja 1962 w Ismailii) – egipski piłkarz grający na pozycji pomocnika. W swojej karierze grał w reprezentacji Egiptu.

## Kariera klubowa
Całą swoją karierę piłkarską Saleh spędził w klubie Al-Ahly Kair, w którym zadebiutował w 1981 roku. Grał w nim do 1992 roku. Wraz z Al-Ahly pięciokrotnie został mistrzem Egiptu w sezonach 1981/1982, 1984/1985, 1985/1986, 1986/1987 i 1988/1989 oraz zdobył sześć Pucharów Egiptu w sezonach 1982/1983, 1983/1984, 1984/1985, 1988/1989, 1990/1991 i 1991/1992. W latach 1982 i 1987 wygrał Puchar Mistrzów, a w latach 1984, 1985 i 1986 Puchar Zdobywców Pucharów.

## Kariera reprezentacyjna
W reprezentacji Egiptu Saleh zadebiutował w 1984 roku. W tym samym roku był w kadrze Egiptu na Puchar Narodów Afryki 1984. Nie rozegrał w nim żadnego spotkania. Z Egiptem zajął 4. miejsce w tym turnieju. W kadrze narodowej grał do 1989 roku.